# کاکول
کاکول (به انگلیسی: Kakul) یک منطقهٔ مسکونی در پاکستان است که در میرپور واقع شده‌است. کاکول ۱۷٬۴۱۱ نفر جمعیت دارد.